# Janjila
Janjila es un pueblo ubicado en el municipio de Bosanski Petrovac, en el cantón de Una-Sana, Bosnia y Herzegovina.

## Superficie
Posee una superficie de 33,07 kilómetros cuadrados.

## Demografía
Hasta 2013 la población era de 124 habitantes, con una densidad de población de 3,7 habitantes por kilómetro cuadrado.